# Station Church and Oswaldtwistle
Church and Oswaldtwistle is een spoorwegstation van National Rail in Church, Hyndburn in Engeland. Het station is eigendom van Network Rail en wordt beheerd door Northern Rail. 